# دریاچه قره‌کیز
دریاچه قره‌کیز (ترکی استانبولی: Karakız Göleti) یک دریاچه در استان مرسین کشور ترکیه است.